# الکساندار کونووالوف
الکساندار کونووالوف (انگلیسی: Aleksandar Konovalov؛ زادهٔ ۱۵ مهٔ ۱۹۹۴) بوکسور است. وی از سال ۲۰۰۹ میلادی تاکنون مشغول فعالیت بوده‌است.